# Station Linne
Station Linne (geografische afkorting Le), ook bekend als Linne-Montfort is een voormalig treinstation in Nederland aan de spoorlijn: Maastricht-Venlo (Staatslijn E). Het station van Linne was geopend van 1 juni 1923 tot 15 mei 1938 en van 1 mei 1940 tot 24 november 1940.
De vroegere plaats van het station is nog goed te onderscheiden. Wie de spoorwegovergang aan de Bergerweg in Linne overrijdt, zal het opvallen dat deze zeer breed is, en dat de sporen erg ver uit elkaar liggen. Hier lag vroeger het perron tussen de twee sporen. Na de sluiting en de afbraak van het station, zijn beide sporen nooit meer dichter bij elkaar gelegd.